# Кофта
Кофта је скуп јела од ћуфте која се налази у јужноазијској, централноазијској, балканској, блискоисточној, северноафричкој и јужнокавкаској кухињи. У најједноставнијем облику, кофте се састоје од лоптица прављених од млевеног меса — обично говедине, пилетине, свињетине, јагњетине или овчетине, камиле или мешавине — помешаних са зачинима, а понекад и другим састојцима.  Најранији познати рецепти налазе се у раним арапским куварима и траже млевену јагњетину.
Постоји много националних и регионалних варијација. Постоје и некуване верзије и верзије са поврћем. Облици се разликују и укључују куглице, пљескавице и цилиндре. Величине обично варирају од величине лоптице за голф до наранџе.

## Историја
Староримски кувар Apicius је укључивала многе рецепте типа ћуфте.
Прво појављивање рецепата за кофту налази се у најранијим арапским куварима.   Најранији рецепти су за велике млевене јагњеће ћуфте троструко застакљене у мешавини шафрана и жуманца. 
Кофте се налазе у традиционалним кухињама Јерменије,  Албаније, Босне и Херцеговине, Бугарске, Грузије, Грчке  Индије  Ирана, Румуније, Србије, Северне Македоније и Турске.   Кофта је такође популарно јело међу Асирцима.  У Турској, то је „пожељна понуда на заједничким окупљањима свих врста“, каже Енгин Акин.  У Јерменији и Азербејџану, то је, заједно са долмом, лавашом, ћевапима и баклавом, јело „јасно симболичког етничког значаја“ око којег се често расправљају гастронационалисти покушавајући да га прогласе као једно од традиционалних јела своје земље које је прихватила друга земља. 

## Методе кувања
Основни састојак је месо, али су познати по својој свестраности. Постоји много различитих начина за припрему, као што су пржење, печење, кухање на пари, кување или роштиљање. У традиционалним начинима припреме кофта се меси са финим булгуром и месом, а у неким земљама Блиског истока служи се уз сирово месо у гњеченом облику.

## Иновативна пуњења и величине
Са инвентивним пуњењима која често побољшавају профил укуса, кофте пружају обиље могућности за креативно кулинарско експериментисање. Често се у мешавину кофта додају ораси, сир или јаја. Штавише, кофте долазе у широком распону облика и величина, од малих лоптица величине јаја овалног облика до равно изрезбарених ромбова, или кофта величине тениске лоптице. Осим што задовољавају личне укусе, ова варијација у величини и облику омогућава креативно приказивање и могућности послуживања.

## Варијације
Генерално, месо се меша са зачинима и често другим састојцима као што су пиринач, булгур, поврће или јаја да би се формирала паста.  Могу се пећи на роштиљу, пржити, кувати на пари, поширати, пећи или маринирати, а могу се послужити са богатим зачињеним сосом или у супи или чорби.  Кофте се понекад праве од рибе или поврћа или чак свјежег сира, а не од црвеног меса.  Неке верзије су пуњене орасима, сиром или јајима.  Генерално, величина може да варира од „величине поморанџе до величине лоптице за голф“,  иако су неке варијанте ван тог опсега; табриз кофтеси, који у просеку износи 20 цм у пречнику, су највећи.  Могу се обликовати у различитим облицима  укључујући пљескавице, куглице или цилиндре.  Неке верзије су некуване. 

## Примери
- Малаи Кофта, јело уобичајено у кухињи индијског потконтинента
- Иранска табризи кофта укључује жути грашак и кромпир, као и млевено месо.
- Кофте Цхавал из Индије (вегетаријанска кофта направљена од тиквице), сервирана са пиринчем
- Египатски кофтет ел хати на мешаном роштиљу, сервиран са техином
- Јерменске врсте кофте
- Оркх Јерменска кофта направљена од меса и булгура сервирана у цилиндричним облицима
- Наргеси кофта, популарно јело у Лакнау и Карачију
- Мерцимек кофтеси, турска кофта на биљној бази направљена од сочива и булгура